# Peniskäfig

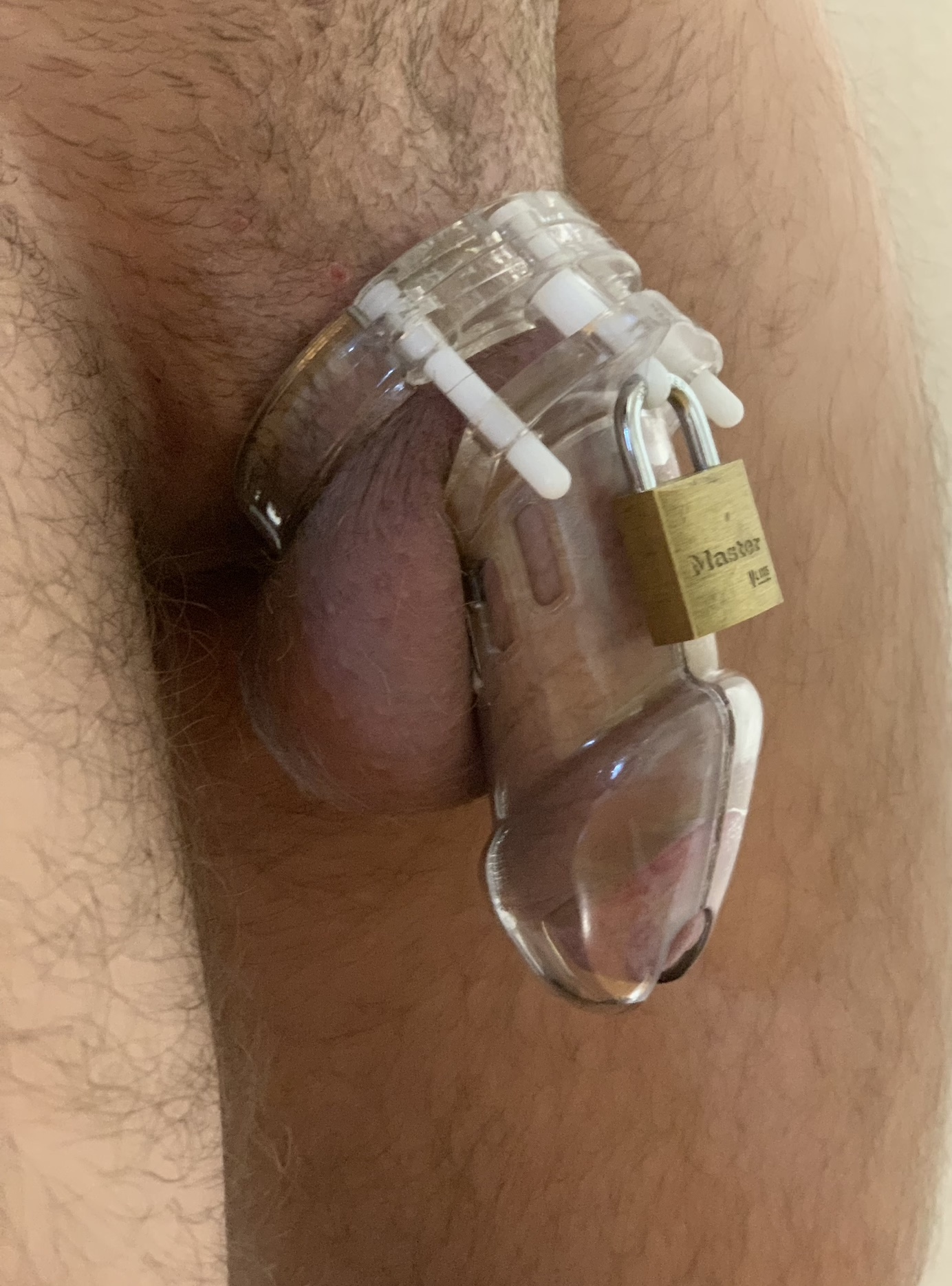
Moderner Peniskäfig aus transparentem Kunststoff

Ein Peniskäfig, seltener Keuschheitsschelle, ist ein Sexspielzeug zur Fesselung oder zum Teilentzug der Selbstkontrolle über männliche Genitalien. Er wird im Rahmen von BDSM-Aktivitäten eingesetzt und verhindert im Rahmen erotischer Rollenspiele die Erektion, Masturbation und teilweise auch den Orgasmus. Seine Wirkung ähnelt dem eines Keuschheitsgürtels, zuweilen ist er auch in einen solchen integriert. 

## Aufbau
Ein Peniskäfig besteht aus einem zylindrischen, gebogenen Behältnis, meist aus Kunststoff oder Edelstahl, das über den Penis gezogen, fixiert und mit einem kleinen Schloss so gesichert wird, dass er ohne Schlüssel nicht wieder entfernt werden kann. Dem Träger des Peniskäfigs wird dadurch der Zugriff auf sein Geschlechtsteil entzogen und die Möglichkeit zur Erektion genommen. Alle geschlechtlichen Handlungen sollen dadurch von dem Partner, der den Schlüssel besitzt, dem sogenannten Keyholder oder Schlüsselhalter, kontrollierbar sein. Zur Miktion dient ein Loch am vorderen Ende des Käfigs. Aus Sicherheitsaspekten, beispielsweise wegen einer etwaigen Befreiung aus dem Käfig nach einem Unfall, werden auch nummerierte Einmalschlösser aus Kunststoff verwendet, die eine sofortige Befreiung erlauben, aufgrund der Nummerierung jedoch ohne die Möglichkeit, die Schelle unbemerkt vom Keyholder wieder anzulegen. Mit einem Kunststoffkäfig und Einmalschloss kann man auch ohne peinliche Fragen einen Flughafenscanner passieren.
Ein weiteres Modell, das auf einer anderen Funktionsweise aufbaut, ist das sogenannte Hell’s Gates. Anstelle eines Rohrabschnitts verfügt dieses Sexspielzeug über Ringe (meist sieben), die zur Spitze des Penis hin enger werden. Hierbei kann nicht der Orgasmus selbst verhindert werden, sondern die Erektion wird durch die zunehmende Enge schmerzhaft.
Darüber hinaus gibt es auch Modelle aus Leder oder Latex, die eher kurzfristig angelegt werden. Klassische Keuschheitsgürtel erfüllen denselben Zweck einer Schelle, lassen sich aber nicht unbedingt mit Sicherheitsaspekten und dem Schutz vor Entdeckung (Flughafenscanner oder Auftragen unter der Kleidung) vereinbaren.

## Formen und Auswirkungen

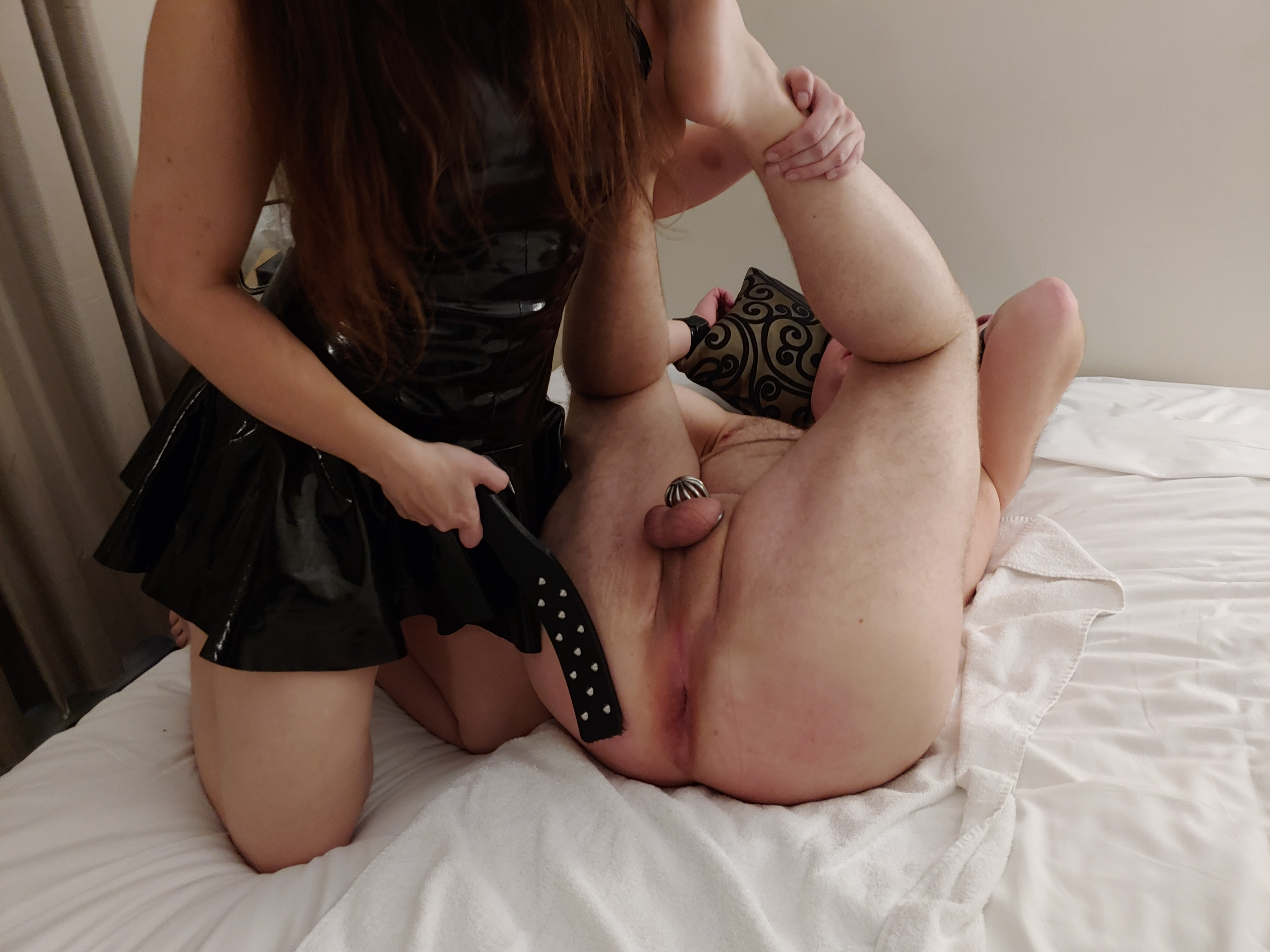
Stahlkäfig während einer Spanking-Session

Die Dauer des Spiels hängt meist vom gegenseitigen Einvernehmen der Partner ab und folgt oft den Regeln des Safe, Sane, Consensual, den im BDSM grundlegenden Vorstellungen von sicherem, nicht langfristig gesundheitsschädlichem und einvernehmlichem Handeln. Die männliche Keuschhaltung gehört zu den klassischen Spielarten des Femdom, wird aber auch in homosexuellen Beziehungen verwendet. Die Grenzen zum Cuckolding, einer Form der Keuschhaltung, bei der der Partner andere Sexualpartner hat, sind fließend. Im Extremfall liegt eine sogenannte „Never-inside-Beziehung“ vor, bei der Geschlechtsverkehr innerhalb der Beziehung ausgeschlossen wird. Ein wichtiges Element des Spiels mit der sexuellen Vorenthaltung ist das Tease and Denial, das Erregen und Verweigern, bei dem Geräte zur Keuschhaltung eingesetzt werden können, um das Gefälle zwischen dem dominanten, aktiven Partner (Top) und dem devoten, passiven Partner (Bottom) deutlich und körperlich erfahrbar zu machen. Dies kann von der Verweigerung des Orgasmus über die Dauer eines Rollenspiels von einigen Stunden gehen, aber auch über mehrere Wochen andauern. Zusätzliche Demütigung kann durch die Provokation einer nicht lustvollen Ejakulation durch Prostatamassage erzeugt werden, das in der sadomasochistischen Subkultur meist als „Melken“ bezeichnet wird.
Als einer der Effekte des Vorenthaltungsspiels wird eine zunehmende Konzentration des Betreffenden auf die sexuellen Bedürfnisse seines Keyholders, ähnlich den Effekten einer sensorischen Deprivation, beschrieben und als sehr erotische Stimulation für Menschen beschrieben, die Kontrolle durch ihren Partner und erotische Spiele im Rahmen des Tease and Denial als lustvoll empfinden.

## Gesundheitliche Risiken
Es scheinen keine zuverlässigen Quellen wie wissenschaftliche Studien oder Fachartikel von Urologen zu existieren, die sich direkt mit der Frage beschäftigen, welche gesundheitlichen Folgen die Benutzung von Peniskäfigen oder modernen Keuschheitsgürteln hat, insbesondere bei dauerhaftem Tragen. Als Hintergrund kann vermutet werden, dass diese Frage von Experten nicht als angemessenes Thema für eine Publikation erachtet wird. Dennoch listete der Onlineversandhändler Amazon im Juli 2021 zu den Schlagworten „Keuschheitsgürtel“ und „Peniskäfig“ 571 bzw. 337 Angebote auf. Hersteller und Verkäufer machen in vielen Fällen keine Angaben zu gesundheitlichen Risiken.
Aus medizinischer Sicht lässt sich festhalten, dass Männer während einer achtstündigen Schlafperiode etwa drei bis sechs Erektionen haben. Hierbei werden die Schwellkörper und Gefäße des Penis durchblutet, wodurch diese mit Sauerstoff und Nährstoffen versorgt werden. Wenn nächtliche Erektionen über einen längeren Zeitraum ausbleiben, stirbt wichtiges Gewebe im Genital ab. Eine mangelnde Sauerstoffzufuhr kann somit zu Gewebeschäden im Penis und im schlimmsten Fall zu Impotenz führen. Aus diesem Grund kann es beispielsweise auch bei Männern mit Schlafproblemen zu Erektionsstörungen kommen.
Durch das dauerhafte Tragen eines Peniskäfigs werden die nächtlichen Erektionen unterdrückt. In ernsthafteren Überlegungen innerhalb der Szene wird teilweise hieraus abgeleitet, dass dies zu gesundheitlichen Beeinträchtigungen wie Impotenz durch mangelnde Sauerstoffversorgung führen kann. Hierbei wird auch darauf hingewiesen, dass sich Folgeschäden teilweise erst zeitversetzt zeigen könnten.
Daneben ist unklar, ob die Verwendung eines Peniskäfigs in einigen Fällen auch unabhängig vom Ausbleiben nächtlicher Erektionen zu Durchblutungsstörungen oder anderweitigen Beschwerden führen kann. Aus medizinischer Sicht ist zu beachten, dass die Blutzirkulation zwischen dem Herzen und allen anderen Organen für die Gesundheit unerlässlich ist. Handschellen machen sich zur Fixierung nun die Knochenstruktur von Arm und Hand zunutze. Da der weichere Hodensack aber über keine hervorstehenden Knochen verfügt, muss eine Keuschheitsschelle relativ eng darum geschnallt werden, um ein Abrutschen zu vermeiden. Gelegentlich stößt man in Foren auf Berichte, wonach Penis und Hoden bei der Keuschhaltung blau geworden seien. In einem anderen Zusammenhang wird festgestellt, dass Gewebe absterben kann, wenn der Blutfluss durch Ringe und andere einschnürende Gegenstände unterbrochen wird. Ferner sind die Hoden empfindliche Organe mit einem komplexen Innenaufbau, die der Produktion der männlichen Geschlechtshormone und der Samenzellen dienen. Wie es sich auf sie auswirkt, wenn sie über längere Zeit als Widerstand für eine eng anliegende Schelle verwendet werden, ist nicht näher bekannt.
In zahlreichen Internet-Communitys, Blogs und Foren tauschen sich Interessierte zum Thema Keuschhaltung aus. Hierbei stehen häufig positive Aspekte wie das erotische Spiel oder eine von den Betroffenen wahrgenommene Verbesserung der Beziehung im Vordergrund. Teilweise wird aber auch berichtet, dass der Penis durch längerfristige Keuschhaltung kleiner geworden sei und die Erektionsfähigkeit deutlich abgenommen habe.
Herausfordernd bei der Anwendung eines Peniskäfigs ist außerdem die Hygiene. Der Käfig sollte bei der Körperreinigung vom Penis entfernt und ebenfalls gereinigt werden. Davon unabhängig kann längeres Tragen zu Wundreiben und Infektionen führen.